# 1984年夏季残疾人奥林匹克运动会墨西哥代表团
1984年夏季残疾人奥林匹克运动会墨西哥代表团是墨西哥派出的1984年夏季残疾人奥林匹克运动会代表团。获得6枚金牌、14枚银牌和17枚铜牌。